# Гуртильная машина с кольцом
Гуртильная машина с кольцом — устройство, позволяющее чеканить монеты с рельефным гуртом в отличие от гуртильного станка, с помощью которого наносится рисунок на гладкий гурт уже готовой монеты.
Впервые для изготовления рельефного гурта гуртильная машина с кольцом была применена во Франции в 1577 году. Спустя столетие такие машины появились в Англии, Дании и Швеции.
В Пруссии в гуртильных машинах использовались разомкнутые пружинные кольца, которые для чеканки вставлялись в замкнутое кольцо. В 1790 году медальер Дро изобрёл разъёмные кольца, состоявшие из трёх или более частей. Такие кольца устанавливались в толстую рамку, из которой они выбивались после изготовления каждого тиража монет. Существовали также машины с гладким кольцом, на которых осуществлялась чеканка монет, с гуртом, предварительно сформированным на гуртильном станке.